# Robert Anton Vilson
Robert Anton Vilson (engl. Robert Anton Wilson; 18. januar 1932, Bruklin, Njujork – 11. januar 2007, Kapitola, Kalifornija) bio je američki pisac, esejista, filozof, psihonaut, futurolog i libertarijanac.
Napisao je 35 knjiga, a njegovo najpoznatije delo, koje je napisao je sa Robertom Šejom (Robert Shea), je trilogija Iluminatus! (engl. The Illuminatus! Trilogy), objavljena 1975.
Vilson je opisivao svoje pisanja kao pokušaj sloma uslovljenih setova asocijacija — pokušaj gledanja na svet na nov način, sa mnogo modela prepoznath kao modeli i mape i ni jednim modelom podignutim na nivo Istine. Njegov cilj je bio da pokuša da ljude dovede u stanje opšteg agnosticizma, ne agnosticizma samo prema Bogu, već agnosticizma prema svemu.
Postoje dva prevoda na srpski jezik: jedan objavljen (The Earth Will Shake, 2007) i drugi neobjavljen (Prometheus Rising). U pitanju je Vilsonova druga knjiga po prodavanosti, posle The Illuminatus Trilogy.